# Pleașa (okręg Prahova)
Pleașa – wieś w Rumunii, w okręgu Prahova, w gminie Bucov. W 2011 roku liczyła 4123 mieszkańców.